# DTG

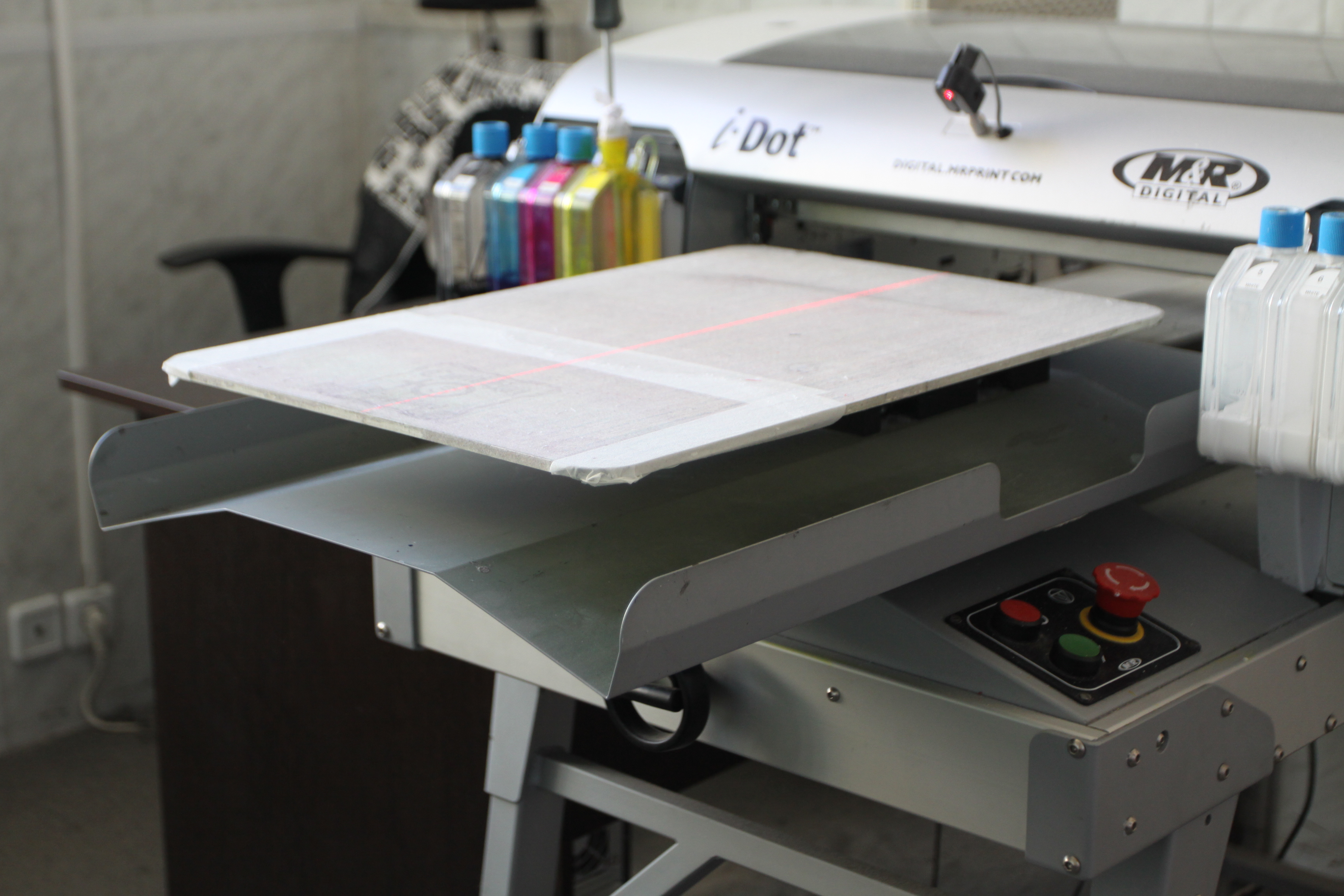
Una impresora textil de la marca M&R

La Impresión Digital Textil (DTG), también conocida como Direct to Garment, es una técnica moderna de impresión que utiliza una impresora especializada para transferir diseños directamente sobre textiles usando tintas a base de agua. Este método ha ganado popularidad debido a su capacidad para producir diseños detallados y multicolores sin la necesidad de crear pantallas individuales para cada color, a diferencia de la serigrafía tradicional.

## Ventajas y Desventajas del DTG

### Ventajas:
- Flexibilidad: Capacidad para imprimir gráficos con detalles y múltiples colores.
- Producción de corto plazo: Ideal para pedidos personalizados o de bajo volumen.
- Eficiencia: Genera menos residuos al no requerir pantallas ni otros insumos específicos.

### Desventajas:
- Costo: El precio por unidad puede ser más alto en comparación con otros métodos, especialmente en grandes tiradas.
- Durabilidad: Aunque las técnicas y tintas han mejorado, la durabilidad puede ser menor en comparación con la serigrafía.

## Proceso de Impresión
Antes de imprimir, el tejido debe ser pretratado para garantizar la adherencia de la tinta. Una vez preparada, la prenda se coloca en una plataforma y el diseño se imprime directamente desde una computadora. Después de la impresión, se utiliza calor para curar y secar la tinta, asegurando su durabilidad y resistencia al lavado.

## Aplicaciones del DTG
La DTG ha encontrado su lugar principalmente en la industria de la moda, siendo común en la producción de camisetas personalizadas. Sin embargo, su uso se ha extendido a otros productos textiles como pañuelos, toallas y gorras.